# Pont mobile de Bizerte
Le pont mobile de Bizerte est un pont mobile tunisien construit entre 1978 et 1980 (inauguré en juin 1980) à Bizerte et chargé d'assurer la circulation entre les deux rives du canal traversant la cité. Il se lève trois fois par jour pour permettre le passage des navires depuis et vers le lac de Bizerte.

## Histoire
Le pont mobile de Bizerte n'est pas le premier pont sur le canal de Bizerte : un premier pont transbordeur y avait déjà été installé entre 1898 et 1909 avant d'être démonté et réinstallé à Brest.
Au moment de la commande du pont, le président tunisien Habib Bourguiba aurait exigé que celui-ci soit commandé du côté sud, débouchant sur la ville de Zarzouna, et non du côté nord débouchant sur la ville de Bizerte. Il aurait déclaré à cette occasion : « Ainsi, même fâchés contre moi, les Bizertins ne pourront pas m'interdire l'accès à Bizerte ! ».

## Attestation
Le ministère de l'Équipement, de l'Habitat et de l'Aménagement du territoire a, via des experts relevant d'un bureau d'études français de renommée mondiale, attesté le très bon état du pont et de toutes ses composantes. Le bureau d'études a également certifié que le pont pourrait être opérationnel, quelle que soit la densité du trafic, au moins jusqu'à l'année 2025 sans aucun risque et dans les meilleures conditions de sécurité.

## Exceptions
Face aux embouteillages persistants dans la ville de Bizerte, la municipalité a publié deux arrêtés consistant en l'interdiction du passage par le pont de plusieurs catégories de véhicules afin de parer aux problèmes les plus urgents causés notamment par les poids lourds.
En effet, les véhicules dépassant quarante tonnes n'ont désormais plus le droit de passer par le pont et ce depuis le 15 avril 2007, date de l'entrée en vigueur de cet arrêté. De plus, une autre décision — mise en vigueur le 15 mai 2007 — vise les véhicules entre dix et quarante tonnes. En effet, afin de permettre un allègement de la circulation, cette catégorie de poids lourds ne peut plus emprunter le pont mobile entre 05h00 et 22h00.

## Incidents
Le 15 août 2009, la partie fixe du pont est heurtée par un bateau commercial, le Savalake battant pavillon letton. C'est au moment de l'accostage, lors de l'opération d'amarrage sur le quai du port commercial de Bizerte, que, sous l'effet des courants marins très forts, le cargo part à la dérive pour heurter la partie droite du pont. Bien que spectaculaire, l'incident ne cause que des dégâts légers.
Le 26 juillet 2023, un incendie se déclare dans l'une des stations de réglage du pont à la suite d'un court-circuit électrique. Si la circulation est maintenue, le trafic du port est dès lors paralysé. Le 10 août à minuit, une ouverture temporaire permet à tous les navires amarrés dans le port de commerce de quitter le quai.